# Kubazwergkauz

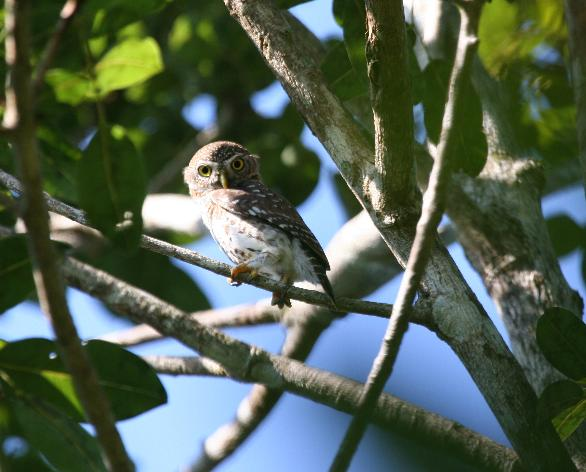
Kubazwergkauz

Der Kubazwergkauz (Glaucidium siju), auch Kubakauz oder Kuba-Sperlingskauz oder Cuba-Sperlingskauz bezeichnet, ist eine kleine Eulenart aus der Gattung der Sperlingskäuze. Die kaum Handlängen-große Eule kommt in zwei Unterarten ausschließlich in der Karibik vor.

## Erscheinungsbild
Der Kubazwergkauz erreicht eine Körpergröße von etwa 17 Zentimetern. Der Kopf ist rundlich, und Federohren fehlen gänzlich. Die Wachshaut rund um die Nasenlöcher ist etwas weniger auffallend, als dies bei anderen amerikanischen Sperlingskäuzen der Fall ist. Die Augenbrauen sind weißlich. Der Gesichtsschleier weist undeutlich konzentrische braune und weißliche Linien auf. 
Im Nacken hat der Kubazwergkauz wie alle Arten der Sperlingskäuze ein Occipitalgesicht. Der Scheitel weist blasse kleine Flecken auf. Der Mantel und der Rücken sind quergestreift. Die Vorderbrust weist ebenfalls Querstreifen auf. Die Flanken und die untere Brust sind bräunlich bis ockerfarben gefleckt; eine kleine Region von der Kehle bis zur Vorderbrust ist jedoch ohne dunklere Abzeichen. Der Schwanz weist fünf bis sechs blasse Querstreifen auf. Die Augen sind gelb. 
Im Verbreitungsgebiet des Kubazwergkauzes kommt keine andere Sperlingskauzart vor. Die Kuba-Kreischeule ist mit einer Körperlänge von 20 bis 23 Zentimetern etwas größer und hat unbefiederte, lange Läufe sowie normalerweise braune Augen. Die Kaninchen-Eule ist deutlich größer als der Kubazwergkauz.

## Verbreitungsgebiet und Lebensraum
Der Kubazwergkauz ist endemisch für die Inseln Kuba und Isla de la Juventud. Er ist ein Standvogel, der halboffene Wälder, Wälder in der Küstenregion, Bergwälder, Waldränder, Plantagen sowie größere Parkanlagen mit altem Baumbestand und Strauchland besiedelt. Die Höhenverbreitung reicht vom Meeresniveau bis in Höhenlagen von etwa 1.500 Meter über NN.

## Lebensweise
Der Kubazwergkauz ist ähnlich wie eine Reihe anderer Sperlingskäuze zum Teil tagaktiv. Er wird deswegen häufiger von Singvögeln verhasst. Sein Nahrungsspektrum besteht überwiegend aus Insekten und kleinen Reptilien. Einen geringeren Anteil in seinem Beutespektrum machen kleine Säugetiere sowie Vögel aus. Seine Beute erwirbt er überwiegend durch Ansitzjagd. 
Über die Fortpflanzungsbiologie dieser Eule ist nur sehr wenig bekannt. Sie nutzt überwiegend alte Spechthöhlen als Nistgelegenheit. Die Fortpflanzungszeit fällt gewöhnlich in die Trockenperiode. Das Gelege besteht aus drei bis vier weißen Eiern. Es brütet allein das Weibchen. 

## Belege

### Einzelbelege
1. 1 2   König et al., S. 401